# Salvador Borrego
Salvador Borrego Escalante (ur. 24 kwietnia 1915 w Meksyku, zm. 8 stycznia 2018 tamże) – meksykański pisarz, publicysta i działacz neonazistowski, stulatek.

## Życiorys
Ukończył studia obejmujące prawo, historię, filozofię i literaturę. Od 1938 do 1965 pracował jako reporter i dziennikarz różnych gazet, w tym Excélsior. Od 1965 do 1974 zarządzał siecią 37 gazet, prowadzoną przez przedsiębiorcę José Garcíę Valsekę, był też kierownikiem szkoły dziennikarskiej i wykładowcą. Od lat 50. napisał ponad 30 książek o tematyce spisków, II wojny światowej i Holocaustu. Najbardziej znaną książką jest wielokrotnie wznawiana Porażka świata (1954), w której broni idei narodowosocjalistycznych. Inne jego publikacje dotyczyły m.in. komunizmu, wpływu Żydów na świat, niewinności Waffen-SS i amerykańskiej kontroli gospodarczej nad Meksykiem.
Zmarł w 2018 roku w wieku 102 lat.

## Książki
- Periodismo Trascendente (1951)
- Derrota Mundial (1953)
- América Peligra (1964)
- Infiltración Mundial (1968)
- México Futuro (1972)
- Batallas Metafísicas (1976)
- Juventud 1977–2006 (1977)
- Inflación Empobrecedora. Deflación Empobrecedora. Tenazas del Supracapitalismo (1980)
- Metas Políticas (1983)
- Arma Económica (1984)
- Cómo García Valseca Fundó y Perdió 37 Periódicos y Cómo Eugenio Garza Sada Trató de Rescatarlos y Perdió la Vida (1984)
- ¿Qué pasa con EE. UU.? (1985)
- Dogmas y Crisis (1985)
- Pueblos Cautivos (1987)
- Años Decisivos: 1993–2003 (1988)
- Acción Gradual (1989)
- Soy la Revolución Neoliberalizada (1989)
- Diálogos (1990)
- Yatrogenia: Daño causado por el médico (1991)
- Psicología-Guerra y la Nueva Era 2000 (1994)
- Reflexiones: 38 Voces del Sentido Común (1994)
- Neoliberalismo: Lo que es realmente (1995)
- Economía Destructora (1995)
- Un Posible Fin de la Crisis (1997)
- Panorama (1998)
- La Cruz y la Espada (1998)
- Disolución Social (2000)
- 2001–2006. Lo que se Puede Esperar (2000)
- Waffen SS: ¿Criminales o Soldados? (2001)
- Energía en Movimiento es Acción (2001)
- A dónde nos quieren llevar (2002)
- Imperialismo y Teología (2003)
- Luftwaffe (2004)
- Guerra submarina (2003)
- Desilusión traumática (2004)
- Democracia asfixiante (2005)
- Semblanza. Pintor, Soldado, Fuehrer (2005)
- Calderón: 2006–2012. Lo que se puede esperar (2006)
- Globalización (2007)
- Revolución en Marcha (2009)
- Alemania Pudo Vencer (2009)
- México Traicionado (2008)
- La Cúpula Gubernamental Va Haciendo Trizas a México (2010)
- Síntesis (2010)
- México en Guerra Ajena (2011)
- Desorden Mundial Económico y Moral (2011)
- III Guerra Mundial con Distintos Medios (2012)